# Lignicida echana
Lignicida echana is een vlinder uit de familie van de spinneruilen (Erebidae). De wetenschappelijke naam van de soort en van het geslacht Lignicida is voor het eerst geldig gepubliceerd in 1905 door Charles Swinhoe. De soort werd ontdekt in Palawan (Filipijnen).